# District Toeapsinski
District Toeapsinski (Russisch: Туапси́нский райо́н) is een district in het zuiden van de Russische kraj Krasnodar. Het district heeft een oppervlakte van 2.366 vierkante kilometer en een inwonertal van 63.530 in 2010. Het administratieve centrum bevindt zich in Toeapse.
Bestuurlijk centrum: Krasnodar

Steden: Abinsk · Anapa · Apsjeronsk · Armavir · Beloretsjensk · Chadyzjensk · Gelendzjik · Goelkevitsji · Gorjatsji Kljoetsj · Jejsk · Koerganinsk · Korenovsk · Kropotkin · Krymsk · Labinsk · Novokoebansk · Novorossiejsk · Oest-Labinsk · Primorsko-Achtarsk · Slavjansk aan de Koeban · Sotsji · Temrjoek · Tichoretsk · Timasjovsk · Toeapse

Districten: Abinski · Anapski · Apsjeronski · Beloglinski · Beloretsjenski · Brjoekchovetski · Dinskoj · Goelkevitsjski · Jejski · Kalininski · Kanevskoj · Kavkazski · Koerganinski · Koesjtsjovski · Korenovski · Krasnoarmejski · Krylovski · Krymski · Labinski · Leningradski · Mostovski · Novokoebanski · Novopokrovski · Oespenski · Oest-Labinski · Otradnenski · Pavlovski · Primorsko-Achtarski · Severski · Sjtsjerbinovski · Slavjanski · Starominski · Tbilisski · Temrjoekski · Tichoretski · Timasjovski · Toeapsinski · Vyselkovski